# Hapalogaster mertensii
Hapalogaster mertensii (лат.) — вид ракообразных из семейства Hapalogastridae инфраотряда неполнохвостых (Anomura). Обладает внешним сходством с крабами (Brachyura), но легко отличим по редуцированной пятой паре ходильных ног. Длина карапакса равна ширине и достигает 3,5 см. Обитает в умеренных водах восточной части Тихого океана у побережья Канады на глубине до 55 м. Донное бентосное животное. Безвреден для человека, не имеет промыслового значения. Охранный статус не определён.